# Taipe-Xixí
Taipechichi (Taipeshishi, Taipe-Xixí, Taipe-sisi, Taipe-chichi, Tapê-Kubampim, Raipe-chichi), jedno od brojnih starih plemenskih grupa Tupian Indijanaca koji su nekada živjeli na području sjevernih Brazilskih država Amazonas i Pará. Govorili su istoimnenim sada nestalim jezikom.